# Franz Schumertl
Franz Schumertl (* 11. Juni 1925 in Pfefferschlag, Tschechoslowakei; † 3. Februar 2004) war ein deutscher Kommunalpolitiker (SPD).

## Werdegang
Der Sohn eines Böhmerwaldbauern wurde 1945 aus seiner Heimat vertrieben. 1949 übernahm er das Amt des VdK-Kreisgeschäftsführers. Schumertl wurde bei der Kommunalwahl im Frühjahr 1970 zum Landrat des niederbayerischen Landkreises Wolfstein gewählt. Nach dessen Auflösung zum 1. Juli 1972 im Zuge Gebietsreform wurde er Landrat des neu gebildeten Landkreises Freyung-Grafenau. Er blieb bis 1990 im Amt. In seine Amtszeit fallen zahlreiche Maßnahmen zur Verbesserung der Lebensbedingungen in dem einstigen Notstandsgebiet.
Schumertl hat auf Initiative des Kreisheimatpflegers Peter Dellefant 1979 in Finsterau das Freilichtmuseum Bayerischer Wald ins Leben gerufen.  Bis 1990 war er in dem  Zweckverband Niederbayerische Freilichtmuseen als Verbandsrat tätig.

## Ehrungen
- 1986: Verdienstkreuz 1. Klasse der Bundesrepublik Deutschland
- Bayerischer Verdienstorden
- 1995: Ehrenbürger von Freyung

Im Jahr 2011 wurde die Landrat-Schumertl-Straße in Freyung nach ihm benannt.